# 飞瀑怒潮
《飞瀑怒潮》（英語：Niagara）是一部发行于1953年的美国黑色惊悚电影，由亨利·哈撒韦导演，主演包括玛丽莲·梦露、约瑟夫·科顿、简·皮特斯与麥斯·蕭沃特。这是福克斯当年票房收入最高的电影之一。
同时期的黑色电影主要以黑白电影为主，但《飞瀑怒潮》则是一部由三色特艺技术拍摄的彩色电影。这也是福克斯使用该技术的最后几部影片之一。
玛丽莲·梦露在演员表中排列首位，她也由此逐渐成为一名好莱坞巨星。同时，随着梦露在当年稍后主演的另两部影片《绅士爱美人》与《愿嫁金龟婿》，她一举奠定了其在好莱坞的地位。